# 通井机
通井机[修井机]，英文[石油] tractor hoist，广泛应用于油田修井作业，油井中小修，试油作业等，按其结构功能性可分为履带式修井机（俗称通井机），轮式修井机，轮式电动修井机，轮式无绷绳电动修井机等。按其载重负荷可分为20t，30t，40t，60t，80t，100t，120t，160t，180t等